# OC Transpo
OC Transpo est l'organisme chargé des transports urbains d'Ottawa (Ontario, Canada). 
OC Transpo propose des services d'autobus (dont le Transitway, un réseau de transport rapide), trois lignes de train léger (l'O-Train), dont la ligne 1 et la ligne 2, et Para Transpo, un service de transports à la demande pour les personnes à mobilité réduite. 
Certaines lignes de bus desservent le centre-ville de Gatineau (Québec), notamment pendant les heures de pointe.

## Histoire

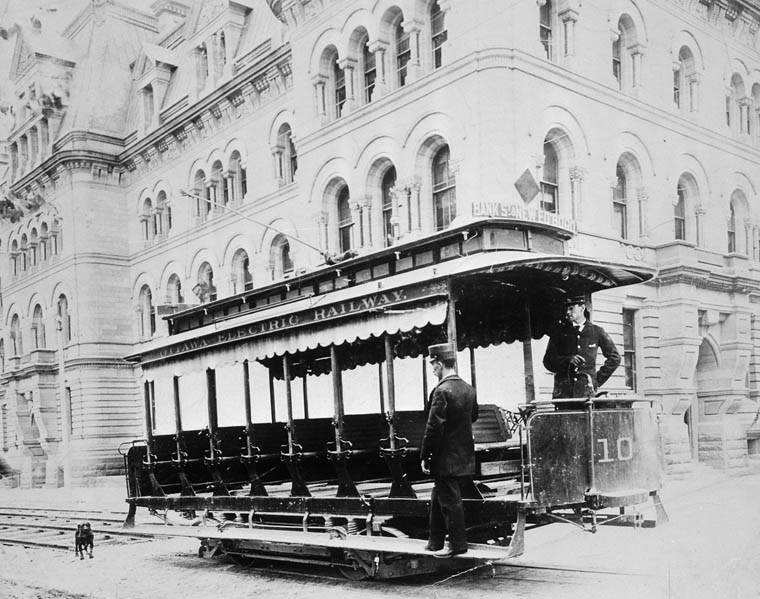
L'ancien tramway d'Ottawa, vers 1900.

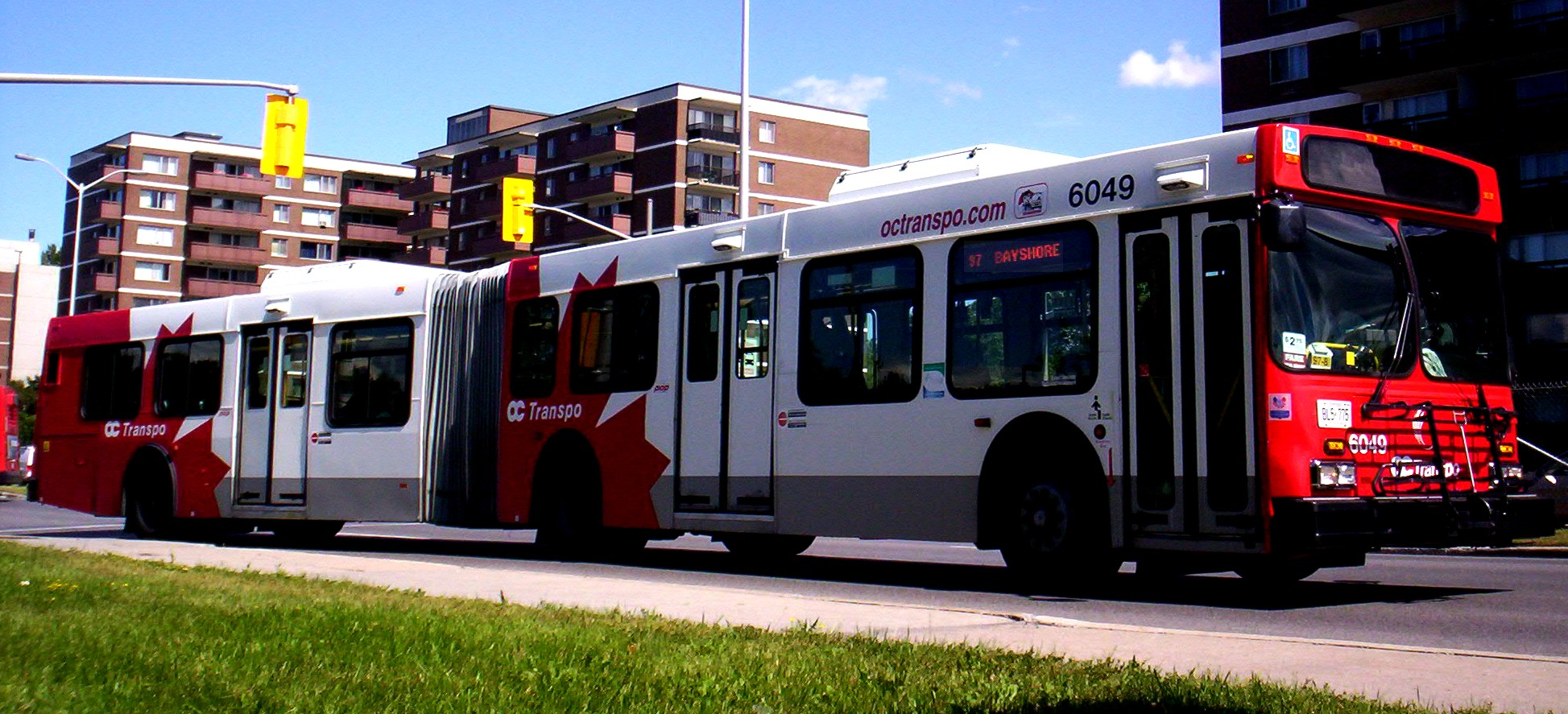
Bus articulé d'OC Transpo.

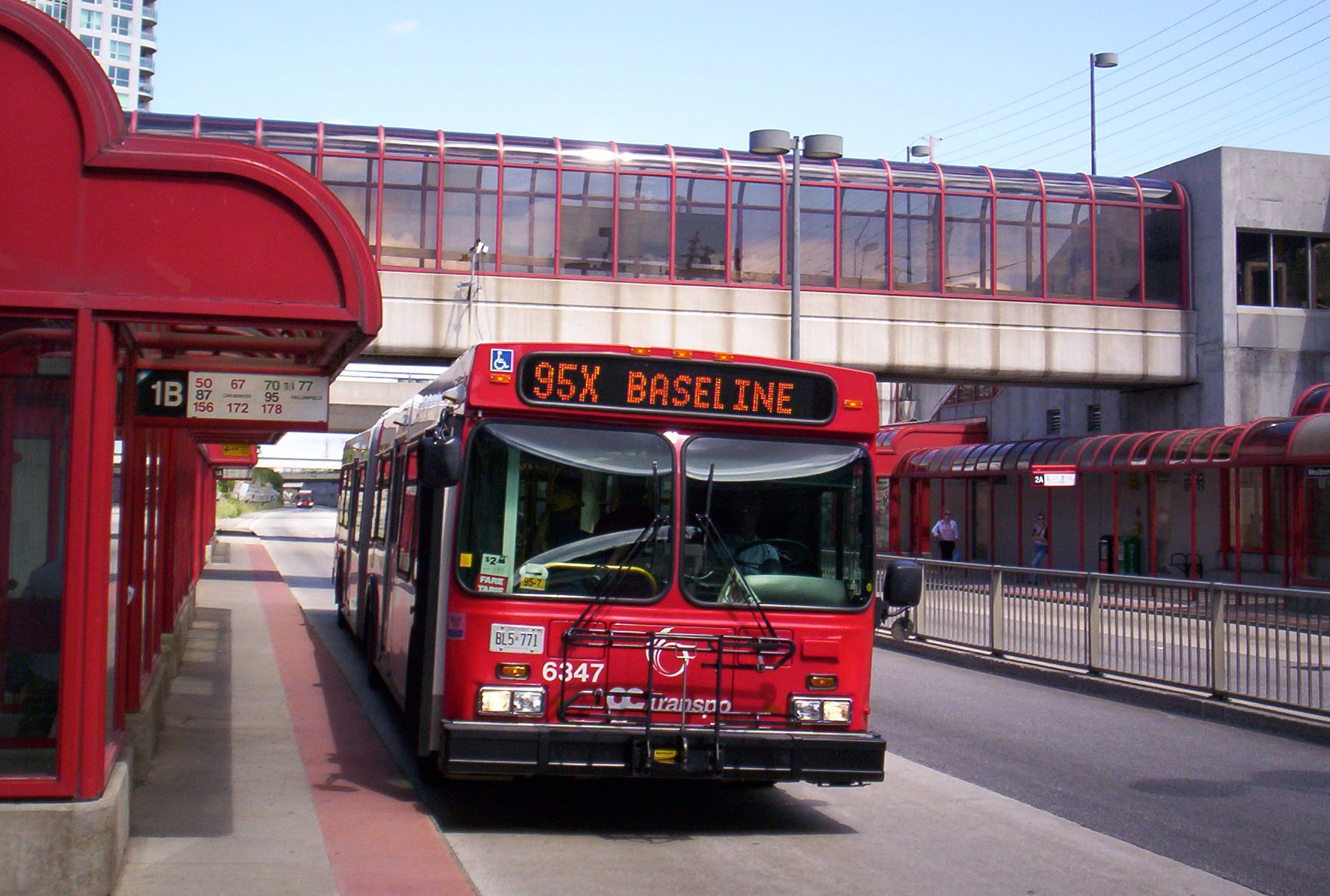
Station Westboro sur le Transitway.

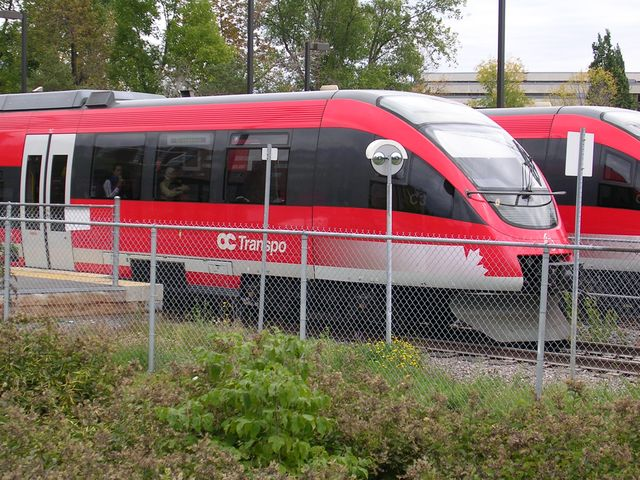
O-Train à l'Université Carleton

La première société de transport d’Ottawa a été créé le 15 août 1866 lorsque le gouvernement du Haut-Canada a consenti des droits de circulation dans la capitale nationale à l'Ottawa City Passengers Railway Company. Le service de tramways tirés par des chevaux débute en 1870, mais le 29 juin 1891, deux entrepreneurs d’Ottawa, Thomas Ahearn et William Soper inaugurent le premier tramway électrique de l'Ottawa Electric Street Railway Company. Les deux compagnies fusionnent sous le nom d'Ottawa Electric Railway Company (OER) en 1895.
En 1924, la compagnie met à l'essai les premiers autobus en complément de son réseau de tramways. En 1948, la ville d'Ottawa rachète OER pour la somme de 6,3 millions de dollars. La compagnie devient un département de la ville sous le nom de Ottawa Transportation Commission (OTC). Celle-ci introduit rapidement les autobus électriques (trolleybus). Durant les années 1950, suivant la tendance nord-américaine, les tramways et trolleybus sont graduellement remplacés par des autobus diesel et le dernier tramway est retiré le 1er mai 1959.
En 1972, la municipalité régionale d'Ottawa-Carleton est créée. Elle regroupe toutes les banlieues ontariennes d'Ottawa afin de partager les services communs. L'OTC et les autres compagnies de transport en commun du territoire de la municipalité régionale sont fusionnées pour former la Commission de transport régionale d'Ottawa et le service d'autobus devient « OC Transpo ». Ce dernier nom est choisi parce qu'il peut être utilisé dans les deux langues officielles, « OC » représentant les initiales d'Ottawa-Carleton. En 1973, OC Transpo adopte les couleurs distinctives rouge et blanc pour tous ses autobus.
Au début des années 1980, OC Transpo met sur pieds un réseau routier consacré au transport rapide par autobus baptisé Transitway. La construction des différentes sections et des gares dure plusieurs années. La première ligne ouverte relie alors Baseline et Lincoln Fields dans l'ouest de la région à Lees et Hurdman dans l'est.
En 2001, le gouvernement de l'Ontario fusionne les différentes villes de la municipalité régionale d'Ottawa-Carleton en une seule nouvelle ville d'Ottawa dont OC Transpo devint un département. La même année, un trajet-pilote de train léger sur rail, propulsé au diesel, l'O-Train, est inauguré. Le gouvernement municipal avait annoncé des plans d'extension pour ce train léger dans d'autres secteurs d'Ottawa, avec une possibilité d'un lien avec l'Aéroport international Macdonald-Cartier au sud et d'un lien desservant la ville de Gatineau, via le pont ferroviaire pont Prince de Galles qui traverse la rivière des Outaouais. Toutefois, le 14 décembre 2006, le conseil municipal d'Ottawa, présidé par le maire Larry O'Brien, opte pour l'annulation du projet d'extension de l'axe nord-sud.
Le 12 décembre 2005, OC Transpo inaugure un nouveau circuit du Transitway vers le sud-ouest entre le complexe sportif de Nepean et la gare Fallowfield, parallèlement à l'avenue Woodroffe, construit au coût de 10 millions de dollars. Le trajet ne comporte pas d'arrêts et remplace le circuit d'autobus régulier le long de l'avenue. Une extension de cette ligne vers la communauté de Barrhaven est complétée le 2 janvier 2007 et les plans prévoient de continuer vers Orléans et Kanata.
En décembre 2012, le conseil municipal approuve la construction d'une seconde ligne de l'O-Train, la ligne de la Confédération, qui reliera Tunney's Pasture à l'ouest à Blair à l'est, le long de la rivière des Outaouais et à travers le centre-ville via un tunnel.

### Fusillade du 6 avril 1999
Le 6 avril 1999, un ancien employé de OC Transpo, Pierre Lebrun, entre dans l'un des garages et commence à tirer sur les personnes présentes avec une carabine. Il fait quatre morts et un blessé avant de mettre fin à ses jours.

## Services

### Autobus

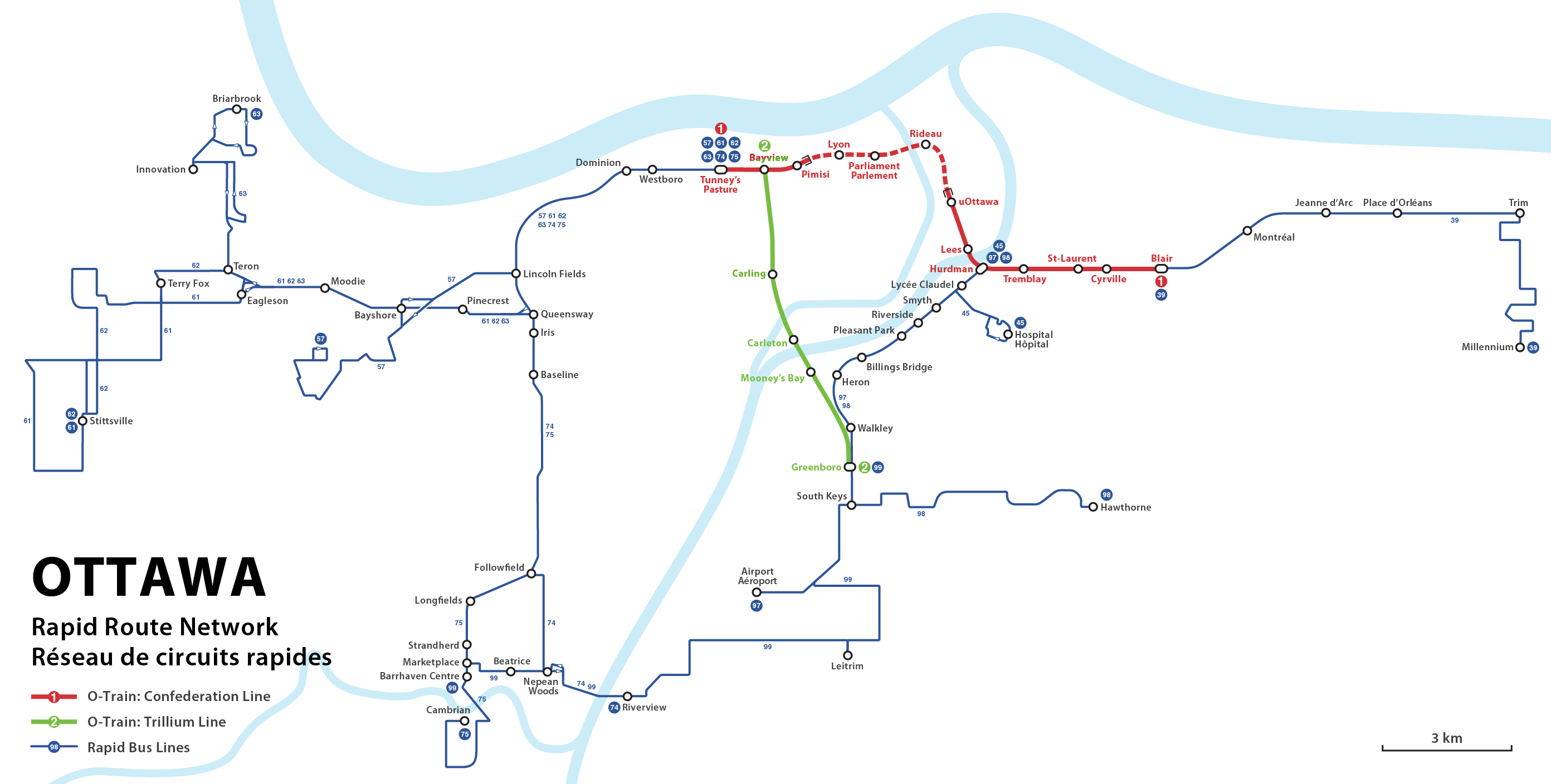
Lignes de transport rapide d'OC Transpo : les autobus du Transitway et l'O-Train.

OC Transpo maintient environ 170 lignes d'autobus groupés par couleur et numéros. Les numéros représentent la zone desservie et les couleurs le type de service. Ainsi les panonceaux d'arrêts d'autobus comportent le numéro de la ligne qui sera écrit selon la couleur de son service.
Types de circuits
- Rapide: Circuits principaux desservant les stations du Transitway, habituellement 24/7. Plusieurs circuits rapides offrent un service de nuit prolongé jusqu’à la station Rideau lorsque l’O-Train n’est pas en service.

- Fréquent: Service chaque 15 min, 7 jours sur 7 de 6 h à minuit la semaine et de 7 h à 23 h en fin de semaine. Certaines lignes débutent à 4 h la semaine et 5 h en fin de semaine.

-  Local: Circuits locaux opérant pendant la journée.

- Connexion: Circuits en service la semaine aux heures de pointe dans une seule direction (vers le centre-ville le matin et vers les banlieues en après-midi). Ces circuits font correspondance avec les stations Blair, Hurdman ou Tunney’s Pasture.

Numéros
- 1-199 : lignes urbaines régulières.
- 200-299 :  lignes expresses entre le centre-ville et les banlieues.
- 300-399 : lignes spéciales à l'extérieur de la ville
- 400-499 : service spécial vers le Centre Canadian Tire
- 500-599 : lignes conjointes en milieu rural avec des compagnies d'autobus locales
- 600-699 : lignes scolaires spéciales

### Para Transpo
Para Transpo est un service d'OC Transpo pour les personnes à mobilité restreinte qui ne peuvent utiliser le service régulier. L'usager doit prendre rendez-vous par téléphone avec le service au moins une journée à l'avance. Un minibus spécialement équipé ira le chercher à l'endroit demandé (maison, travail, etc.) et le conduire à destination. Le chauffeur aidera le passager à monter à l'aide de rampes d'accès dont le véhicule est muni.

## Matériel roulant
OC Transpo possède trois garages, localisés stratégiquement, pour ses autobus. Le garage principal est situé au 1500 boulevard Saint-Laurent, et les deux autres à Colonnade Road (le garage Merivale) et à Queensview Drive (le garage Pinecrest). La plupart des autobus récents se retrouvent dans le garage principal, mais on retrouve quelques bus articulés (de la série 60XX) et des autobus à plancher bas (les Invero 42XX) dans les deux autres.
La flotte d'OC Transpo est en ce moment surtout composée d'autobus de la compagnie New Flyer Industries avec un certain nombre de véhicules de Motor Coach Industries, Nova Bus et Orion Bus Industries. Elle comprend également un certain nombre de vieux autobus General Motors qui vont prendre bientôt leur retraite et de quelques minibus de Ford. OC Transpo exploite en plus une ligne de train léger, l'O-Train, dont les voitures ont été fabriquées par Bombardier Transport. 
Depuis plusieurs années, beaucoup d'autobus de la flotte d'OC Transpo sont équipés de supports à bicyclette dans le cadre de la campagne « Vélo-bus » d'avril à octobre. Les cyclistes peuvent les utiliser n'importe quand et sur n'importe quel autobus équipé  (incluant les circuits qui n'offrent pas ces supports normalement) en autant qu'il y ait de place dans l'autobus pour le cycliste. Ces supports sont conçus pour deux bicyclettes, et sont installés à l'avant de l'autobus. Ils se plient contre le véhicule lorsque non utilisé. 
À l'origine, ce service n'était offert que sur trois circuits d'autobus, mais il est maintenant disponible sur les parcours 1, 2, 4, 7, 14, 85, 95, 96, 97, 101, 102, 118 et 180. Tous les autobus articulés et plusieurs des nouveaux autobus à plancher surbaissé Invero sont équipés de ces supports. Il est donc maintenant possible de retrouver un support à bicyclette sur un grand nombre de circuits, mais pas nécessairement sur tous les autobus d'un circuit particulier. Il y a un débat en cours sur la possibilité d'offrir le service à l'année longue. 
Lors d’une tempête de neige le 16 décembre 2005, cent sept autobus de l’OC Transpo sortirent de route ou furent pris dans la neige. La plupart de ces accidents sont arrivés aux véhicules à plancher bas et articulés dont les roues motrices se trouvent sur la section arrière (les New Flyer). Ces derniers ont littéralement flottés sur les accumulations de neige (jusqu’à 22 cm) et les roues motrices ont perdu contact avec le pavé menant à des mises en portefeuilles ou à l’impossibilité d'avancer. Ces incidents ont complètement paralysé le service et ont montré un point faible de ce type d’autobus.
Ci-dessous, on retrouvera la flotte actuelle d’autobus d’OC Transpo, les différents modèles et le nombre original commandé :
| Modèle                     | Année     | No. de flotte | Quantité | Notes | Photo                             |
| Orion 06.501               | 1999-2000 | 4001-4140     | 140      | Utilisés surtout sur les routes à faible achalandage. | 4067                              |
| New Flyer D40i "Invero"    | 2003      | 4201-4202     | 2        | Le no. 4201 a servi de démonstrateur. |                                   |
| New Flyer D40i "Invero"    | 2004      | 4203-4273     | 71       | A connu des problèmes de direction (vibration à haute vitesse) qui a été corrigé. | 4254 (2004)                       |
| New Flyer D40i "Invero"    | 2005-2006 | 4274-4439     | 166      | Les numéro 4300 à 4355 ont des supports à bicyclettes d’avril à octobre. Tous ont l'air climatisé | 4285 (2005)                       |
| New Flyer D40i "Invero"    | 2006-2007 | 4440-4526     | 87*      | Sonnerie différente des autres D40i. |                                   |
| Orion Orion VII NG Hybride | 2008-2009 | 5001-5177     | 177      | En date de juillet 2010, les 177 autobus sont en service. |                                   |
| New Flyer D60LF            | 2008      | 6351-6398     | 48       | 6394 a été décoré pour le 25e anniversaire du Transitway. |                                   |
| New Flyer D60LF            | 2009-2010 | 6399-6403     | 5        | Ils sont entrés en service entre fin décembre 2009 et fin janvier 2010. |                                   |
| New Flyer D60LFR           | 2010      | 6404-6709     | 306      | Ces autobus ont été achetés à la suite d'une annulation par un autre transporteur. New Flyer a donné un rabais substantiel pour l'achat et la reprise des D60LF. 226 autobus ont été achetés pour remplacer tous les D60LF. Les 80 autres sont pour agrandir la flotte d'autobus. Ils sont tous équipés du système d'annonce des arrêts. |                                   |
| Alexander Dennis Enviro500 | 2012-2013 | 8001-8075     | 75*      | Autobus à deux étages pour les circuits express. Ils sont différents des premiers autobus de ce type reçus. |                                   |
| Bombardier Talent BR643    | 2000      | C1-C3         | 3        | Rame de l'O-Train | L'O-Train à l'Université Carleton |

### Modèles retirés
Ceci est une liste de tous les véhicules GM, Ford and Orion Bus Industries retirés.
| Modèle                     | Année     | Numéro de flotte       | Nombre | Notes |
| GMDD TDH-5301              | 1961      | 6101-6112              | 12     | 6101 est dans la flotte historique d'OC Transpo. Cette flotte est comme un musée.                                          |
| GMDD TDH-5301              | 1962      | 6221-6230              | 10     | |
| GMDD TDH-5303              | 1963      | 6331-6340              | 10     | |
| GMDD TDH-5303              | 1964      | 6441-6452              | 12     | |
| GMDD TDH-5303              | 1965      | 6561-6573              | 13     | |
| GMDD TDH-5303              | 1966      | 6674-6697              | 24     | |
| GMDD TDH-5303              | 1967      | 6701-6726              | 26     | |
| GMDD T6H-5305              | 1968      | 6831-6850              | 20     | |
| GMDD T6H-5305              | 1969      | 6961-6990              | 30     | |
| GMDD T6H-5305              | 1970      | 7001-7020              | 20     | |
| GMDD T6H-5305              | 1971      | 7121-7140              | 20     | |
| GMDD T6H-5307N             | 1972–1973 | 7241-7290              | 50     | |
| GMDD T6H-5307N             | 1972–1973 | 7301-7320 et 7331-7357 | 47     | |
| GMC T6H-4523A              | 1973      | 1751–1755              | 5      | |
| GMC T8H-5307A              | 1973      | 1756–1770              | 15     | |
| GMDD T6H-5307N             | 1974      | 7401-7460              | 60     | |
| GMDD T6H-5307N             | 1975      | 5701-5769              | 69     | Les deux premiers chiffres sont inversés en raison d’une grosse demande cette année-là.                                    |
| GMDD T6H-5307N             | 1975      | 7501-7545 et 7551-7570 | 65     | Retirés en 2003 |
| GMDD T6H-5307N             | 1976      | 7601-7653              | 53     | Retirés en 2003-2004 |
| GMDD T6H-5307N             | 1977      | 7701-7765              | 65     | Retirés en 2004-2005. Les 7742 et 7757 ont été vendus à la Société de transport de l'Outaouais.                            |
| GMDD T6H-5307N             | 1978      | 7801-7858              | 58     | Tous retirés en 2006 |
| OBI 01.501                 | 1978      | 8801-8832              | 32     | |
| GMDD T6H-5307N             | 1979      | 7901-7930              | 30     | Tous retirés fin mars 2007. Dernière série à être équipée de porte simple à l'arrière.                                     |
| GMDD T6H-5307N             | 1980      | 8001-8012              | 12     | Tous retirés en avril 2007                                                                                                 |
| GMDD T6H-5307N             | 1981      | 8101-8122              | 22     | Tous retirés en avril 2007                                                                                                 |
| GMDD TA60-102N             | 1982      | 8201-8221              | 21     | Premiers autobus articulés achetés. Tous vendus fin des années 1980.                                                       |
| GMDD T6H-5307N             | 1982      | 8231-8240              | 10     | |
| OBI 01.501                 | 1982      | 8231-8266              | 36     | |
| OBI 01.501                 | 1983      | 8371-8392              | 22     | |
| GMDD TC40-102N             | 1984      | 8401-8425              | 25     | |
| GMDD TC40-102N             | 1985      | 8541-8555              | 15     | |
| GMDD TC40-102N             | 1987      | 8765-8799              | 35     | |
| OBI 03.501                 | 1987      | 8719-8764              | 46     | |
| OBI 03.501                 | 1988      | 8842-8870              | 29     | |
| OBI 03.501                 | 1988–1989 | 8875-8899              | 25     | |
| MCI TC40-102N              | 1988–1989 | 8901-8960              | 60     | |
| New Flyer D40HF            | 1989–1990 | 9001-9055              | 55     | |
| OBI 05.501                 | 1990–1991 | 9126-9150              | 25     | |
| MCI TC40-102A              | 1991      | 9101-9125              | 25     | |
| New Flyer D40HF            | 1992      | 9201-9227              | 27     | |
| OBI 05.501                 | 1992      | 9231-9258              | 28     | |
| NovaBus TC40-102A          | 1993      | 9301-9330              | 30     | |
| OBI Orion 05.501           | 1997      | 9701-9720              | 20     | Premiers autobus neufs achetés depuis 1993.                                                                                |
| NovaBus LFS                | 1997      | 9721-9740              | 20     | Premiers autobus à plancher bas dans la flotte. Ils ont été retirés le 12 juillet 2011 avec tous les Orion V restants.     |
| OBI Orion 05.501           | 1998-1999 | 9801-9885              | 85     | Derniers de la flotte avec des planchers élevés. Tous retirés le 12 juillet 2011.                                          |
| New Flyer D60LF            | 2001-2002 | 6001-6178 (sauf 6101)  | 177    | Ils ont été remplacés par des nouveaux D60LFR. Tous retirés à l'été 2011.                                                  |
| New Flyer D60LF            | 2003-2004 | 6301-6350              | 50     | Ils ont été remplacés par des nouveaux D60LFR. Tous retirés à l'été 2011.                                                  |
| Ford E450                  | 2005      | 2601                   | 1      | |
| Alexander Dennis Enviro500 | 2008      | 1201-1203              | 3      | Premiers autobus à deux étages. Ils ont été un projet pilote pour l'essai de ces autobus. Ils ont été vendus à BC Transit. |

## Qualité de service
Après avoir gagné le titre de meilleur service de transport en commun en Amérique du Nord, le service a perdu quelques plumes depuis. Pendant que la population augmentait de 25 % (de 678 000 à 850 000) entre 1996 et 2006, l'offre de service d'OC Transpo n'a crû que de 6 % (50 millions à 53,2 millions de kilomètres par année). Pendant la même période, le nombre de passagers est passé de 80 à 89,6 millions de passagers, une augmentation de 12 % ,.

## Employés
Les employés de OC Transpo sont représentés par la section 279 du Syndicat uni des transports. Elle compte 1 700 membres dont des chauffeurs d'autobus, des mécaniciens, etc.